# Nimtofte
Nimtofte is een plaats in de Deense regio Midden-Jutland, gemeente Syddjurs, en telt 623 inwoners (2007).
De plaats ligt in het midden van schiereiland Djursland.